# Luis Manuel Arias Vega
Luis Manuel Arias Vega (Oviedo, 29 de març de 1967) és un exfutbolista asturià, que ocupava la posició de defensa.

## Carrera esportiva
Es va formar a les files del Reial Oviedo. A la temporada 88/89 debuta a la primera divisió, tot jugant fins a 37 partits. Seria titular al conjunt asturià en el canvi de dècada, fins a perdre eixa condició a la campanya 94/95, en la qual només apareixeria en 6 ocasions.
L'estiu de 1995 deixa l'Oviedo i marxa a la UD Salamanca. Al conjunt castellà alterna tres temporades entre Primera i Segona Divisió. La temporada 98/99 marxa al CD Toledo, de la categoria d'argent, on recuperaria la titularitat, sent una de les peces clau dels toledans. El seu equip però, va perdre la categoria l'any 2000.
Des de llavors, Luis Manuel va actuar en Segona B, en equips com la SD Ponferradina. En total, va disputar gairebé 200 partits en primera divisió.
Va ser 4 vegades internacional amb la selecció espanyola.